# Centrix Financial Grand Prix of Denver 2004
Centrix Financial Grand Prix of Denver 2004 var den nionde deltävlingen i Champ Car 2004. Racet kördes den 15 augusti på Denvers gator. Sébastien Bourdais kom tillbaka från en jobbig start på tävlingen, och lyckades ta en viktig seger, som ytterligare stärkte hans möjligheter att bli den första fransmannen som lyckats vinna en amerikansk formelbilstitel. Paul Tracy blev tvåa, med Bruno Junqueira på tredje plats.

## Slutresultat
| Plats | Förare              | Team                | Grid | Kvaltid  |
| ----- | ------------------- | ------------------- | ---- | -------- |
| 1     | Sébastien Bourdais  | Newman/Haas Racing  | 1    | 59,942   |
| 2     | Paul Tracy          | Forsythe Racing     | 3    | 1.00,588 |
| 3     | Bruno Junqueira     | Newman/Haas Racing  | 2    | 1.00,525 |
| 4     | Mario Domínguez     | Herdez Competition  | 5    | 1.00,721 |
| 5     | A.J. Allmendinger   | RuSPORT             | 7    | 1.00,907 |
| 6     | Oriol Servià        | Dale Coyne Racing   | 6    | 1.00,813 |
| 7     | Justin Wilson       | Conquest Racing     | 10   | 1.01,265 |
| 8     | Mario Haberfeld     | Walker Racing       | 9    | 1.01,198 |
| 9     | Patrick Carpentier  | Forsythe Racing     | 4    | 1.00,595 |
| 10    | Alex Tagliani       | Rocketsports Racing | 11   | 1.01,266 |
| 11    | Rodolfo Lavín       | Forsythe Racing     | 15   | 1.01,794 |
| 12    | Roberto González    | PKV Racing          | 18   | 1.02,507 |
| 13    | Nelson Philippe     | Conquest Racing     | 14   | 1.01,522 |
| 14    | Michel Jourdain Jr. | RuSPORT             | 13   | 1.01,345 |
| 15    | Gastón Mazzacane    | Dale Coyne Racing   | 17   | 1.02,423 |
| 16    | Ryan Hunter-Reay    | Herdez Competition  | 8    | 1.01,072 |
| 17    | Jimmy Vasser        | PKV Racing          | 12   | 1.01,334 |
| 18    | Guy Smith           | Rocketsports Racing | 16   | 1.02,113 |